# Varennes-Changy
Varennes-Changy ist eine französische Gemeinde mit 1.483 Einwohnern (Stand: 1. Januar 2022) im Département Loiret in der Region Centre-Val de Loire. Sie ist Teil des Kantons Lorris im Arrondissement Montargis. Die Einwohner werden Varrennois genannt.

## Geographie
Varennes-Changy liegt etwa 56 Kilometer östlich von Orléans. Umgeben wird Varennes-Changy von den Nachbargemeinden Oussoy-en-Gâtinais im Norden und Nordwesten, Saint-Hilaire-sur-Puiseaux im Nordosten, Ouzouer-des-Champs im Osten, Nogent-sur-Vernisson im Südosten, Langesse im Süden, Le Moulinet-sur-Solin im Süden und Südwesten sowie Montereau im Westen.
Durch die Gemeinde führt die Autoroute A77.

## Geschichte
1971 wurden die Gemeinden Varennes-en-Gâtinais und Changy-les-Bois mit Wirkung von 1974 zur heutigen Kommune zusammengeschlossen.

## Bevölkerungsentwicklung
| 1962                       | 1968 | 1975 | 1982 | 1990 | 1999 | 2006 | 2018 |
| -------------------------- | ---- | ---- | ---- | ---- | ---- | ---- | ---- |
| 782                        | 825  | 1017 | 1132 | 1259 | 1227 | 1441 | 1492 |
| Quellen: Cassini und INSEE |      |      |      |      |      |      |      |

## Sehenswürdigkeiten
- Kirche Notre-Dame
- Schloss Changy-les-Bois aus dem 17./18. Jahrhundert

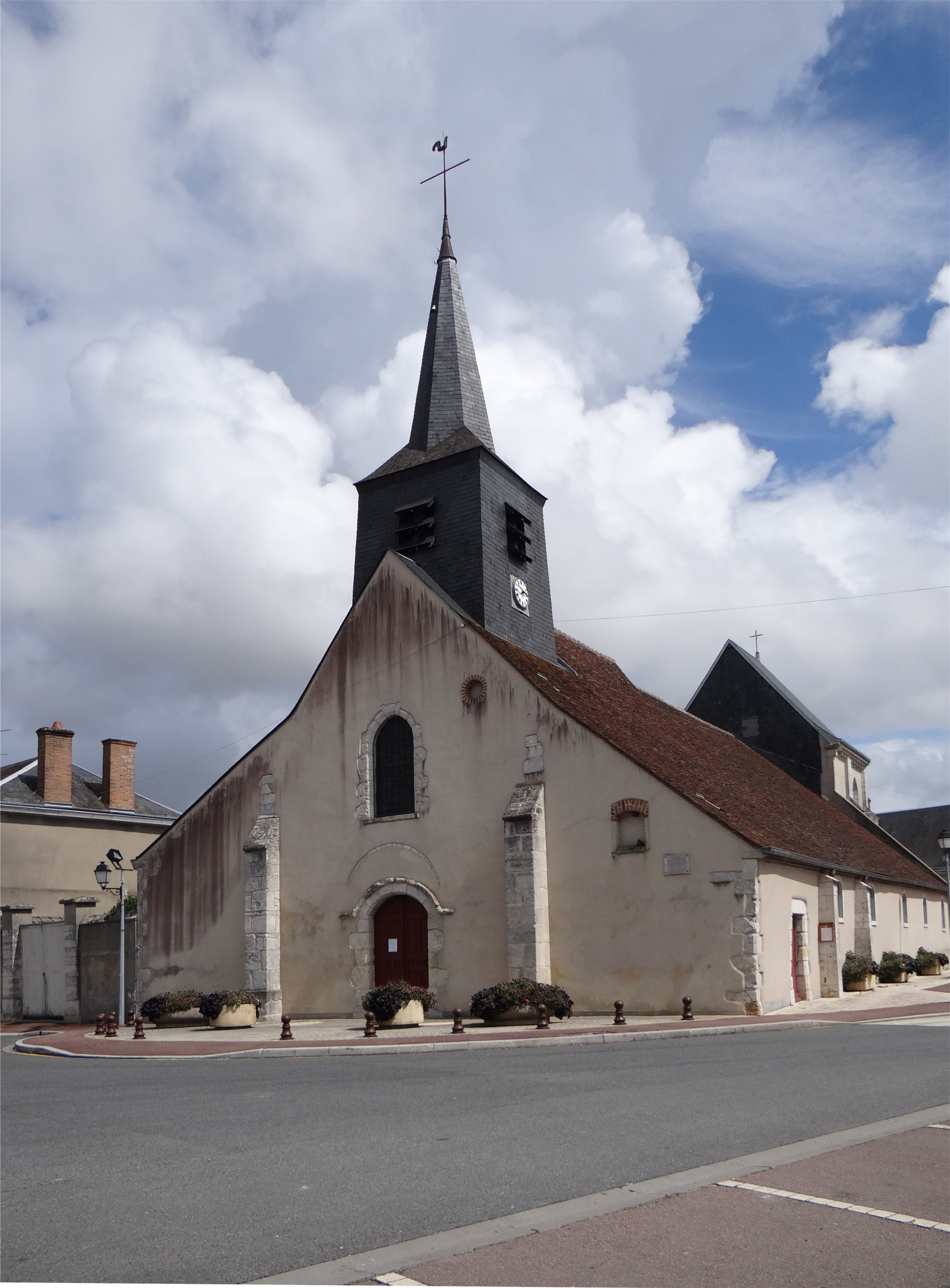
Kirche Notre-Dame
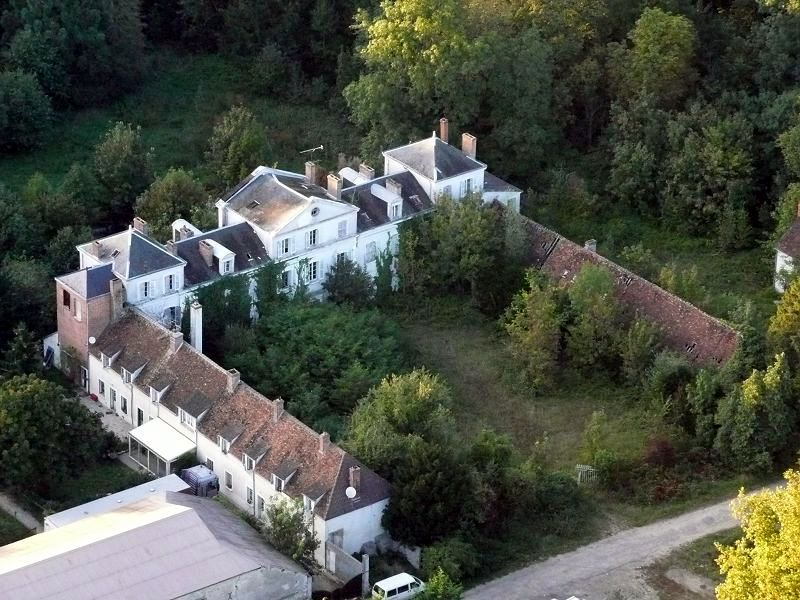
Schloss Changy-les-Bois
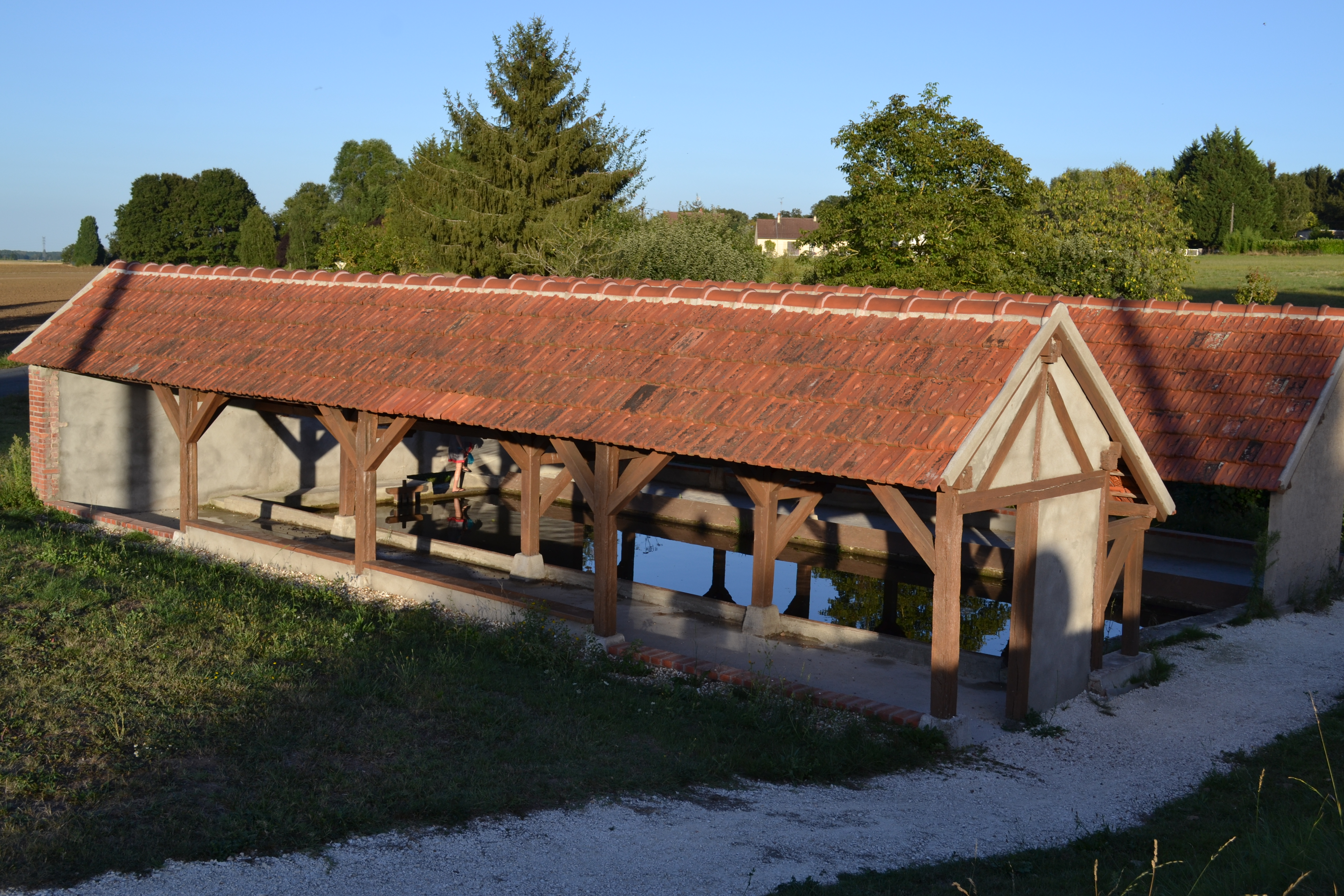
Lavoir (Waschhaus)